# BRIDGE (ゴスペラーズの曲)
『BRIDGE』（ブリッジ）は、ゴスペラーズ40枚目のシングル。2011年9月28日にキューンミュージックから発売された。

## 概要
東日本大震災被災地復興への願いを込めたチャリティソングで、2011年9月28日から2012年3月31日までの期間限定生産でリリースされたシングル。カップリング曲は、被災地を訪れ歌唱した際の体験を基に新録音した「永遠に」のアカペラ・ヴァージョン。作曲の妹尾武が同曲の編曲を初めて手掛ける。
CD、音楽配信、着うたの一部収益は、早稲田大学平山郁夫記念ボランティアセンターの東日本大震災ボランティア活動への寄付になる。

## 収録曲
1. BRIDGE [5:45]
  - 作詞：ゴスペラーズ　作曲：村上てつや　編曲：KO-ICHIRO
2. 永遠に - a cappella - [5:26]
  - 作詞：安岡優　作曲・編曲：妹尾武